# Gimnàstica natural austríaca
La Gimnàstica natural austríaca va ser creada pels pedagogs austríacs Karl Gaulhofer (1885-1941) i Margarette Streicher (1891-1983), naix com a reacció als exercicis físics que es realitzaven en l'escola: estereotipats i excessivament dirigits (de caràcter militar), ja que impedien el desenvolupament natural de l'individu.
L'objectiu era l'educació integral del xiquet a través d'exercicis més naturals, relacionats amb el joc i la naturalesa. Pretenien acostar les pràctiques a la naturalesa i assolir una integració grupal i una formació del caràcter a través de l'activitat física, no només servia per a millorar les habilitats motrius, sinó per a la formació de la persona tenint en compte les seues possibilitats i potencialitats a través de processos naturals de consecució d'objectius.